# Vanth
Dans la mythologie étrusque, Vanth est une déesse chtonienne et messagère de mort qui habite le monde souterrain.

## Rôle
Vanth est à la fois messagère de mort pour les hommes et assistante de malades en fin de vie. Par la suite, elle représenta progressivement la justice. Elle correspond à la déesse Moïra de la mythologie grecque.
Contrairement aux affirmations rapportées dans divers livres publiés par des non-spécialistes, Vanth n'est pas un démon féminin violent et n'a rien à voir avec la torture des âmes.

## Représentation
Son iconographie la montre ailée, vêtue d'un court chiton dont les bretelles sont croisées à la hauteur de la poitrine, laissant les seins découverts. Sa chevelure est parfois constituée d'un nid de serpents rassemblés par un diadème.
Dans la tombe François de la nécropole de Vulci, Vanth est représentée avec des ailes multicolores accompagnant dans l'outre-tombe Patrocle et Achille.
Dans l'art, elle est représentée avec des serpents des torches et des clés et accompagne fréquemment le dieu Charun.

## Astronomie
En astronomie du système solaire, Vanth est le satellite d'Orcus (objet de la ceinture de Kuiper). Ce nom a été proposé en avril 2009 par son découvreur, Mike Brown, après avoir consulté les internautes sur le choix d'un nom. L'Union astronomique internationale a validé cette proposition en mars 2010. Vanth orbite à environ 9 000 km d'Orcus et son diamètre, encore mal connu, pourrait faire du couple Orcus-Vanth le second système double connu dans cette région après Pluton-Charon.